# Tr.
tr. kan være en forkortelse for 
- Transitiv i ordbøger[1]
- "træffes"[2]